# Murex (gênero)
Murex é um gênero de moluscos gastrópodes marinhos, carnívoros, pertencentes à família Muricidae. Foi descrito por Carolus Linnaeus em 1758, ao nomear a espécie Murex tribulus como seu tipo nomenclatural. Antes este gênero incluía um número maior de espécies espinescentes ou com abas em suas varizes, agora classificadas em gêneros como Chicoreus, Siratus, Pterynotus, Haustellum, Homalocantha, Hexaplex ou Phyllonotus; que ainda conservam o termo Murex (ou Múrice, num aportuguesamento) como sua nomenclatura vernácula. A conhecida espécie Bolinus brandaris, que forneceu a púrpura tíria durante a Idade Antiga, foi classificada pelo mesmo naturalista e no mesmo ano, também pertencendo, outrora, a este gênero; e o nome Murex, que significa "peixe púrpura", provém do corante que foi extraído desta espécie, mas também extraído de Hexaplex trunculus (ex Murex trunculus Linnaeus, 1758) e Stramonita haemastoma (ex Murex consul Gmelin, 1791). A menção desta última espécie demonstra como, em tempos de antanho, qualquer espécie espinescente, até mesmo de outras famílias, como Cerithium, poderia ser classificada dentro do conceito guarda-chuva Murex, o que não é válido na atual etapa da ciência zoológica.

## Descrição
Atualmente se considera um legítimo espécime de Murex toda a concha da família Muricidae que apresente um longo canal sifonal, mais ou menos revestido de projeções espiniformes não ramificadas, como espinhas de peixe. Algumas espécies aparentadas, como Murex cabritii, que poderiam entrar nesta descrição, migraram para o gênero Vokesimurex.
A região sudoeste do oceano Atlântico, onde se encontra o litoral do Brasil, não apresenta este gênero entre suas espécies; suas mais conhecidas Murex são referentes a gêneros como Chicoreus, Siratus, Vokesimurex, Favartia e Phyllonotus. Em Portugal ocorrem as mesmas espécies produtoras da púrpura tíria.

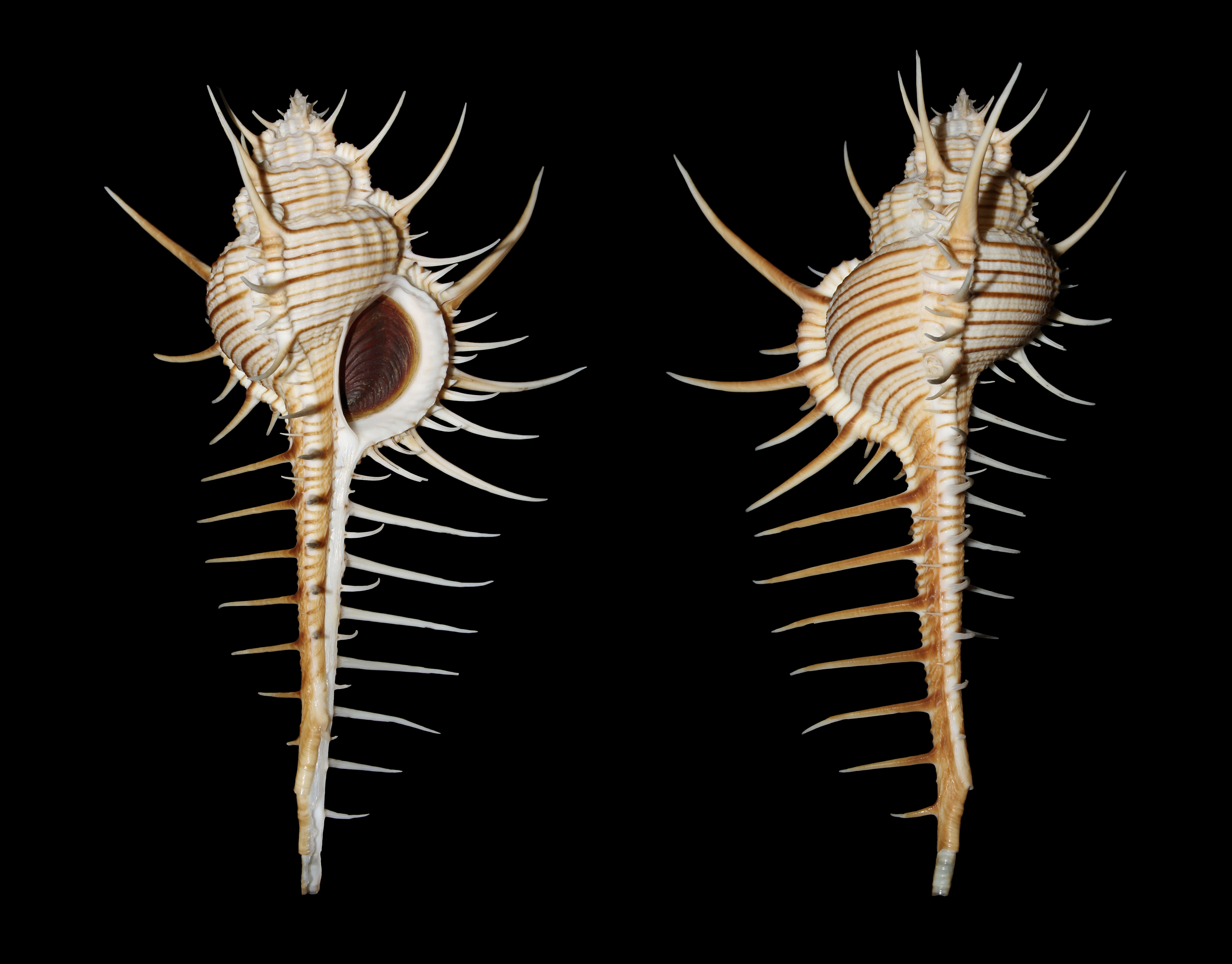
Fotografia da concha de M. troscheli, nativa do oeste do oceano Pacífico.
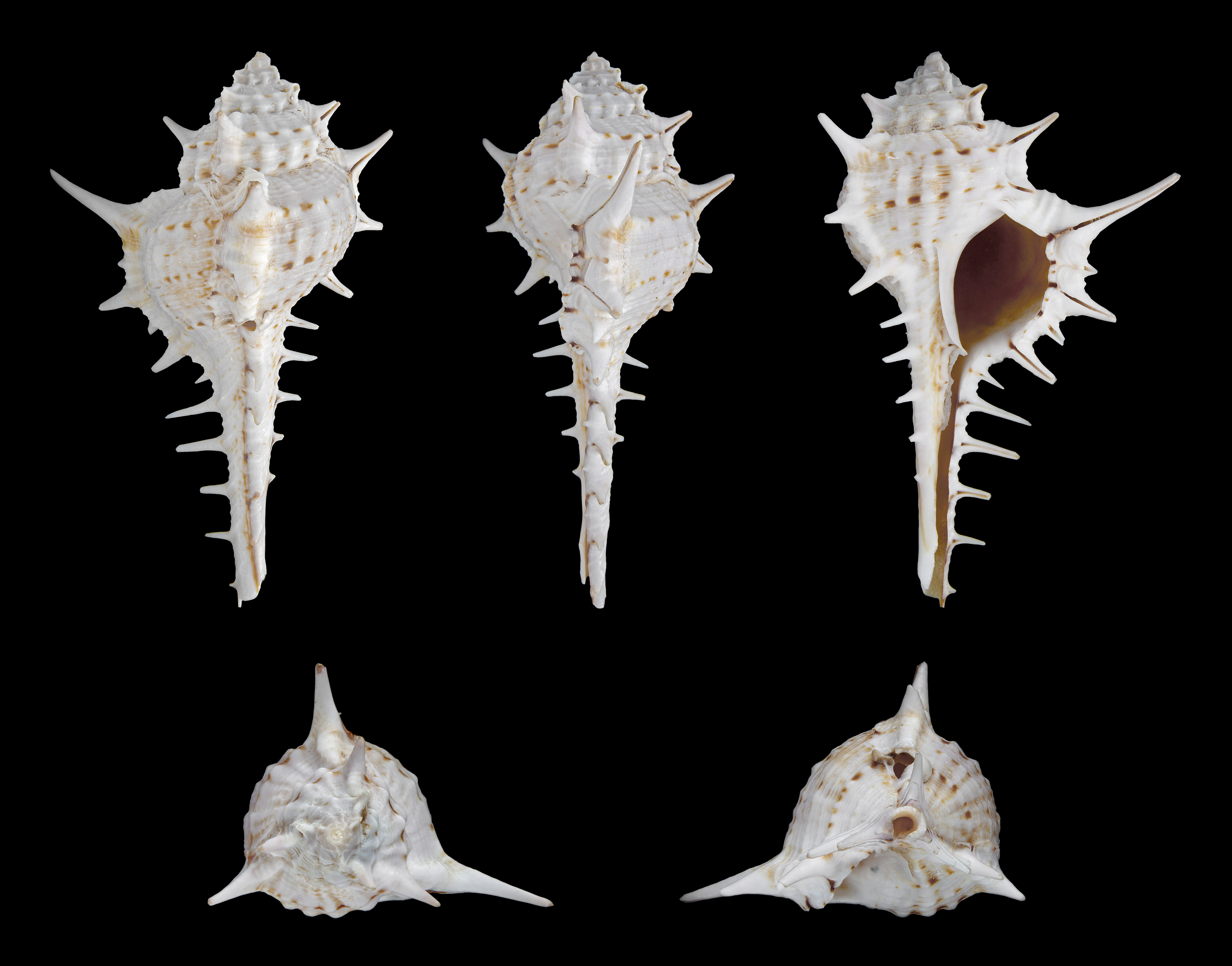
Cinco vistas de M. carbonnieri, espécie encontrada no Mar Vermelho.
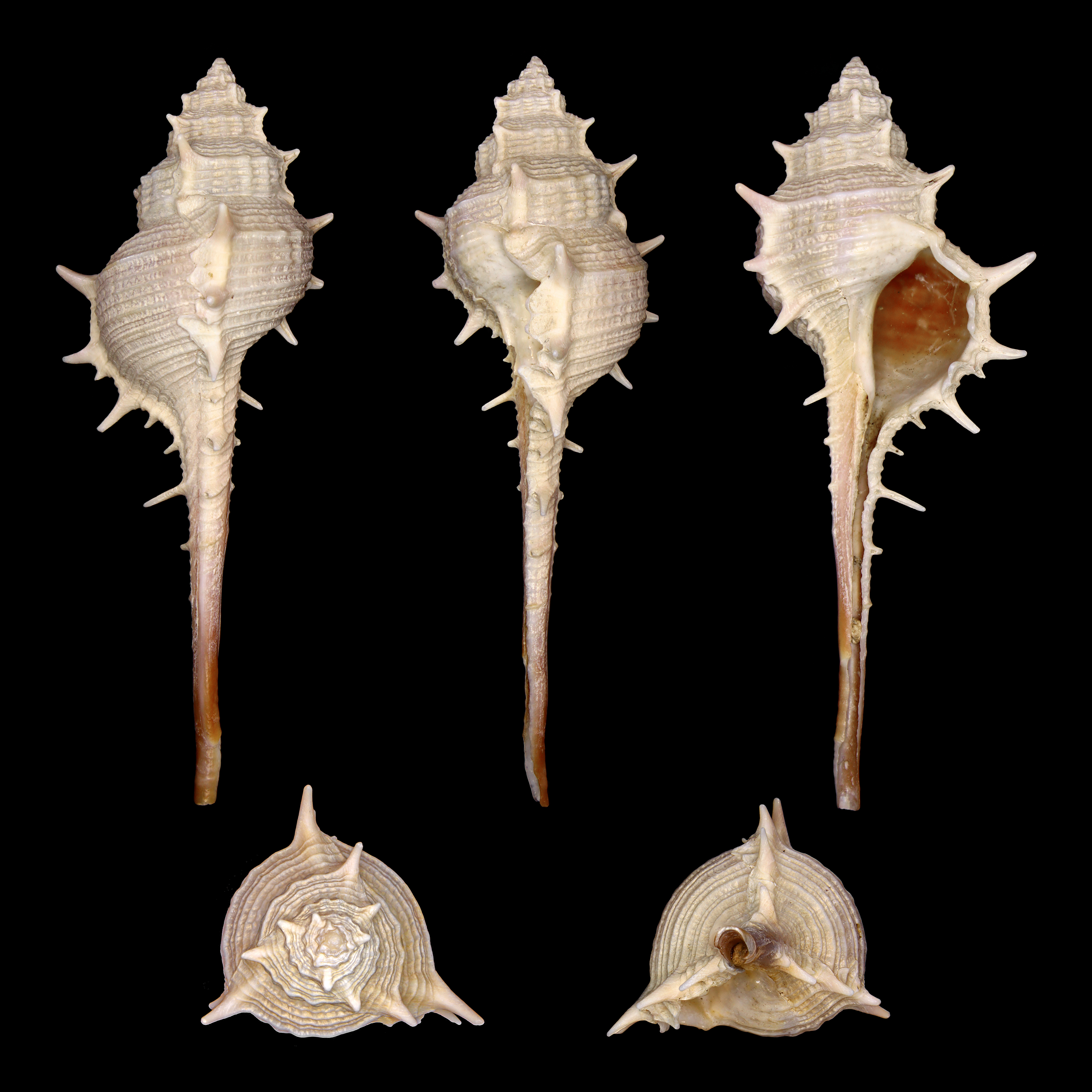
Cinco vistas de M. trapa. Uma espécie com poucos espinhos, do sudoeste do Pacífico.
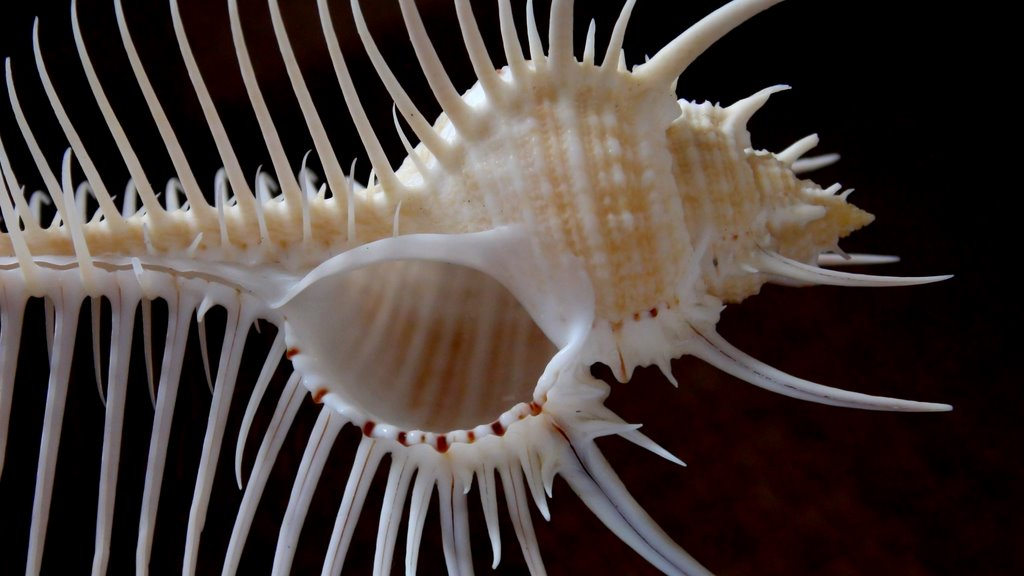
Detalhe da escultura de uma concha de M. pecten.
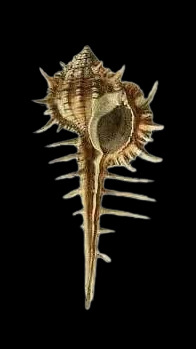
Ilustração de uma concha de Vokesimurex cabritii, nativa do golfo do México e mar do Caribe.

## Espécies
- Murex acanthostephes Watson, 1883
- Murex aduncospinosus G. B. Sowerby II, 1841
- Murex africanus Ponder & Vokes, 1988
- Murex altispira Ponder & Vokes, 1988
- Murex antelmei Viader, 1938
- Murex brevispina Lamarck, 1822
- Murex carbonnieri (Jousseaume, 1881)
- Murex concinnus Reeve, 1845
- Murex coppingeri E. A. Smith, 1884
- Murex djarianensis K. Martin, 1895
- Murex echinodes Houart, 2011
- Murex falsitribulus Ponder & Vokes, 1988
- Murex forskoehlii Röding, 1798
- Murex huangi Houart, 2010
- Murex hystricosus Houart & Dharma, 2001
- Murex indicus Houart, 2011
- Murex kerslakae Ponder & Vokes, 1988
- Murex megapex Neubert, 1998
- Murex occa G. B. Sowerby II, 1834
- Murex pecten Lightfoot, 1786
- Murex philippinensis Parth, 1994
- Murex protocrassus Houart, 1990
- Murex queenslandicus Ponder & Vokes, 1988
- Murex salomonensis Parth, 1994
- Murex scolopax Dillwyn, 1817
- Murex somalicus Parth, 1990
- Murex spectabilis Ponder & Vokes, 1988
- Murex spicatus Ponder & Vokes, 1988
- Murex spinastreptos Houart, 2010
- Murex surinamensis Okutani, 1982
- Murex tenuirostrum Lamarck, 1822
- Murex ternispina Lamarck, 1822
- Murex textilis Gabb, 1873 †
- Murex trapa Röding, 1798
- Murex tribulus Linnaeus, 1758
- Murex troscheli Lischke, 1868[3]

## Galeria de espécies e gêneros que já pertenceram ao gêneroMurex

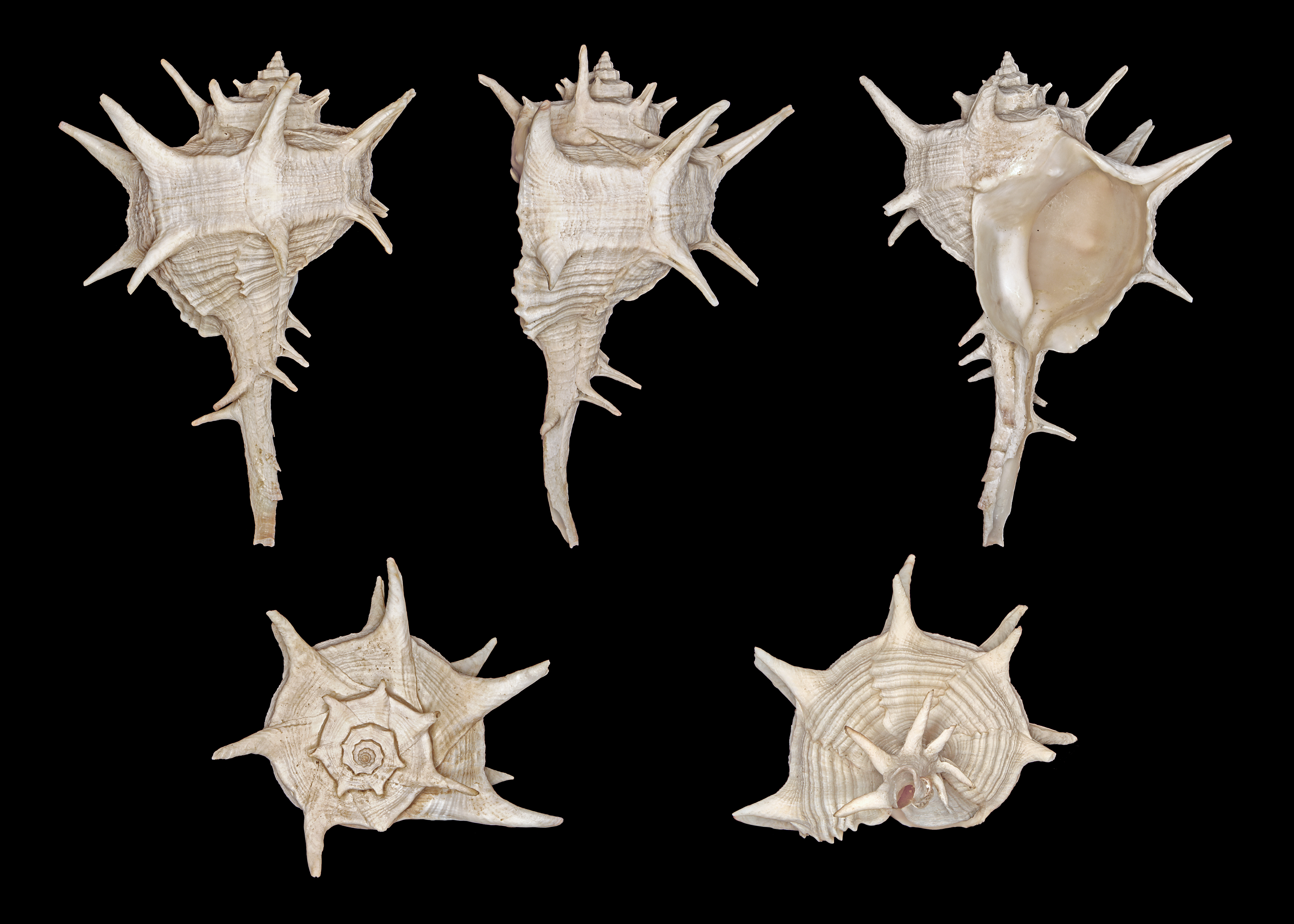
Cinco vistas de Bolinus brandaris, espécie que já pertenceu ao gênero Murex,[3] encontrada no Mar Mediterrâneo, famosa pela púrpura tíria.
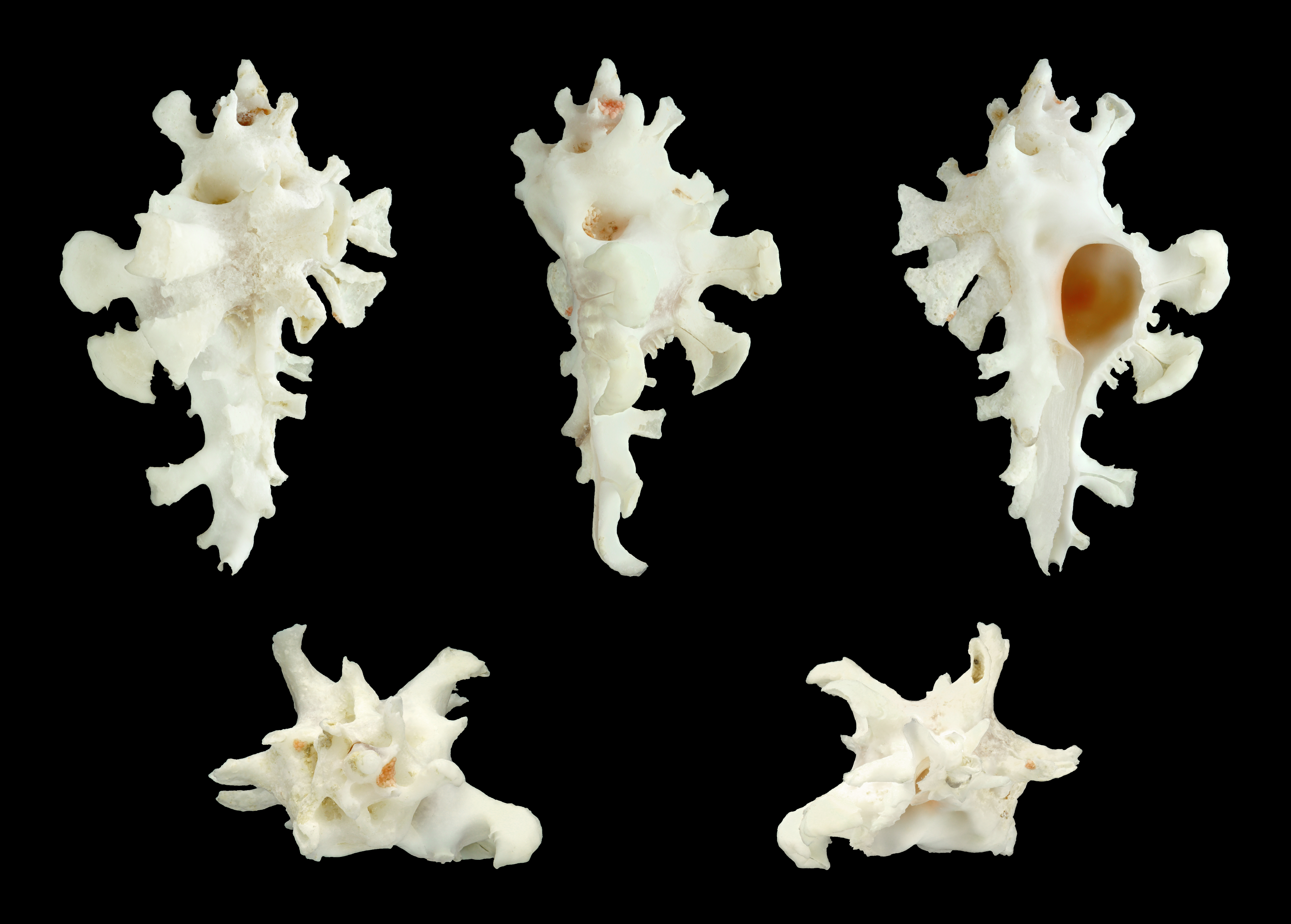
Cinco vistas de Homalocantha anatomica, espécie que já pertenceu ao gênero Murex,[7] encontrada nas Filipinas.
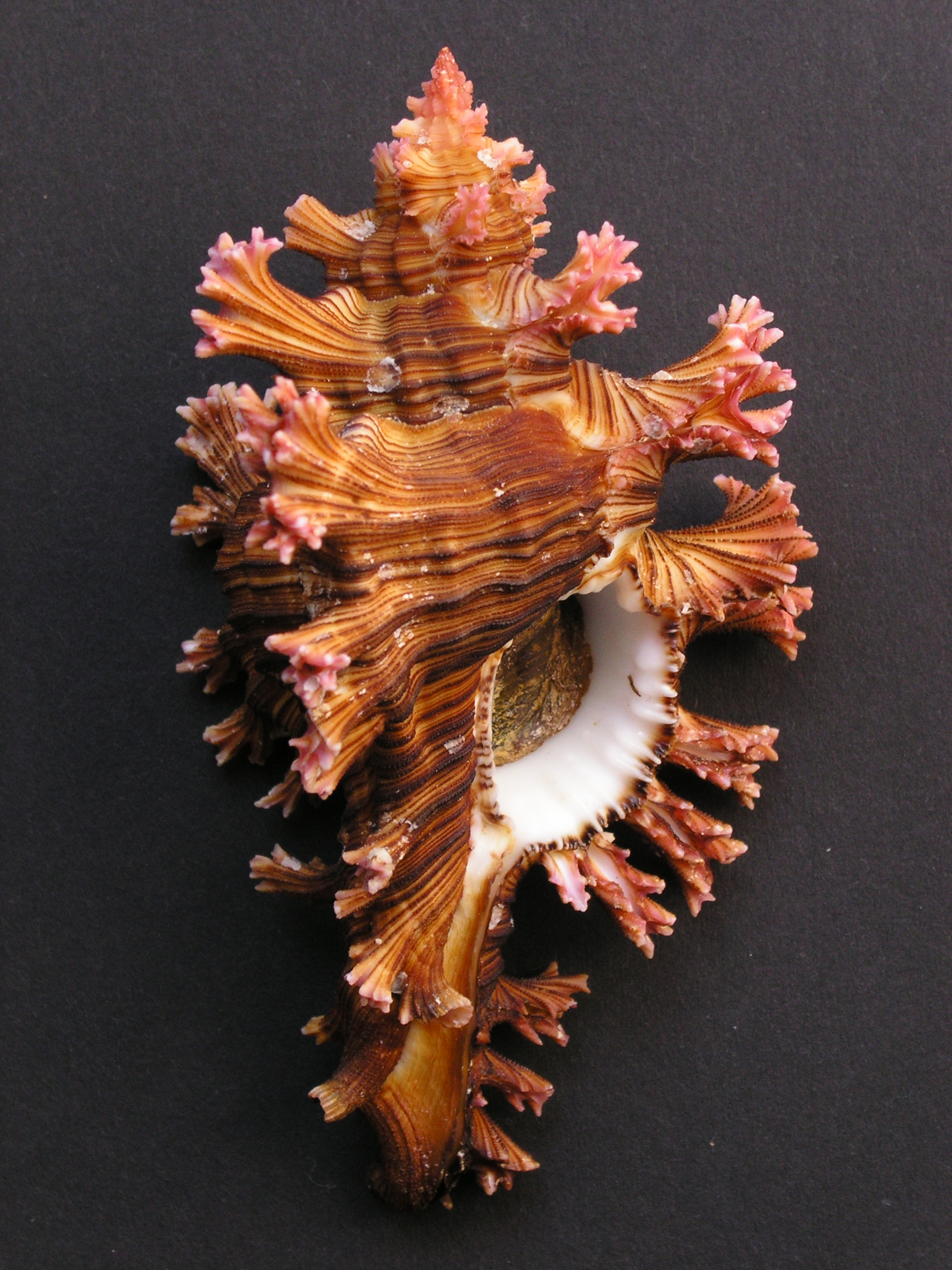
Chicoreus palmarosae, espécie que já pertenceu ao gênero Murex,[7] encontrada nos mares da região indo-malaia.
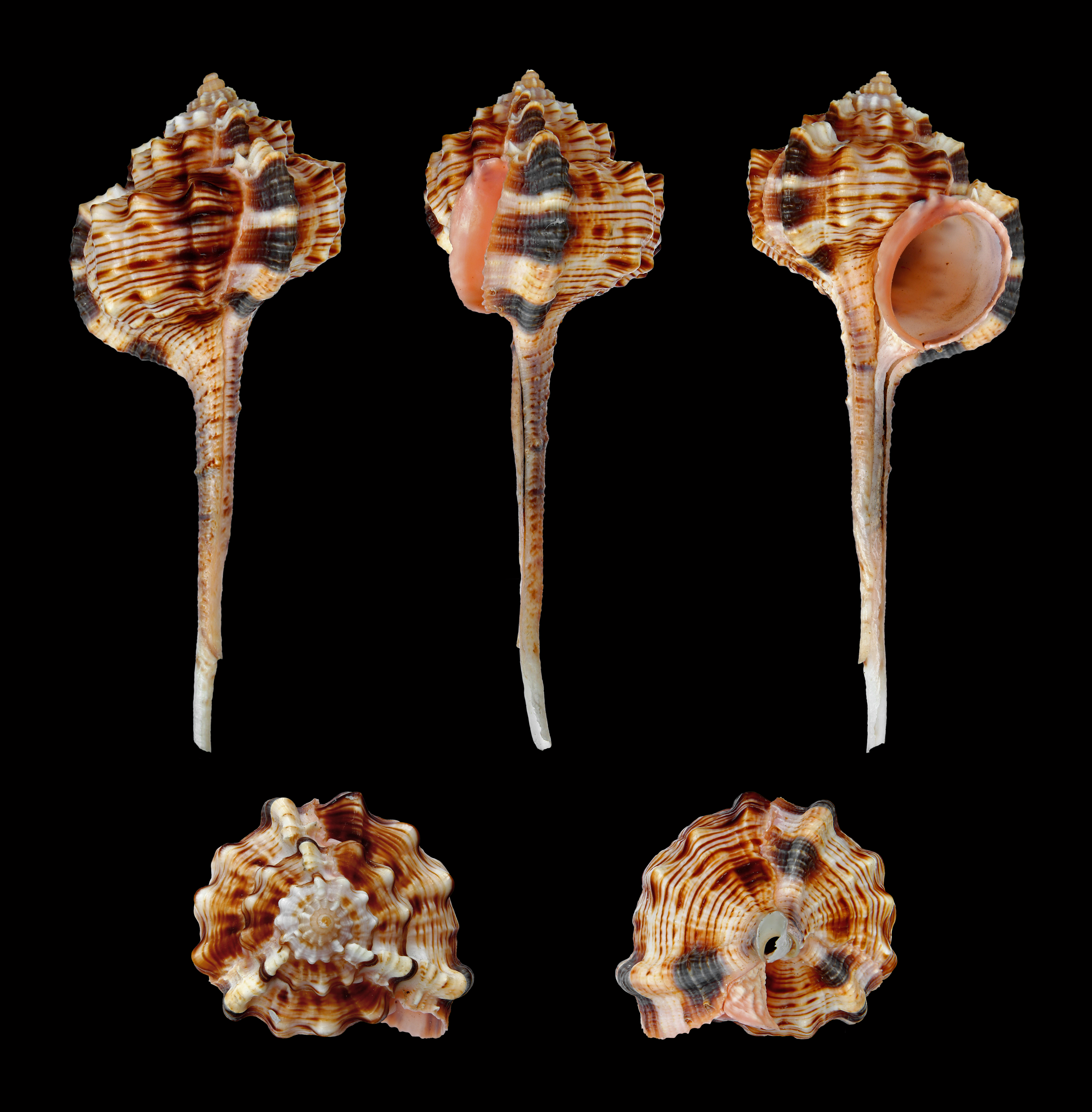
Cinco vistas de Haustellum haustellum, espécie que já pertenceu ao gênero Murex,[3] encontrada no Indo-Pacífico.
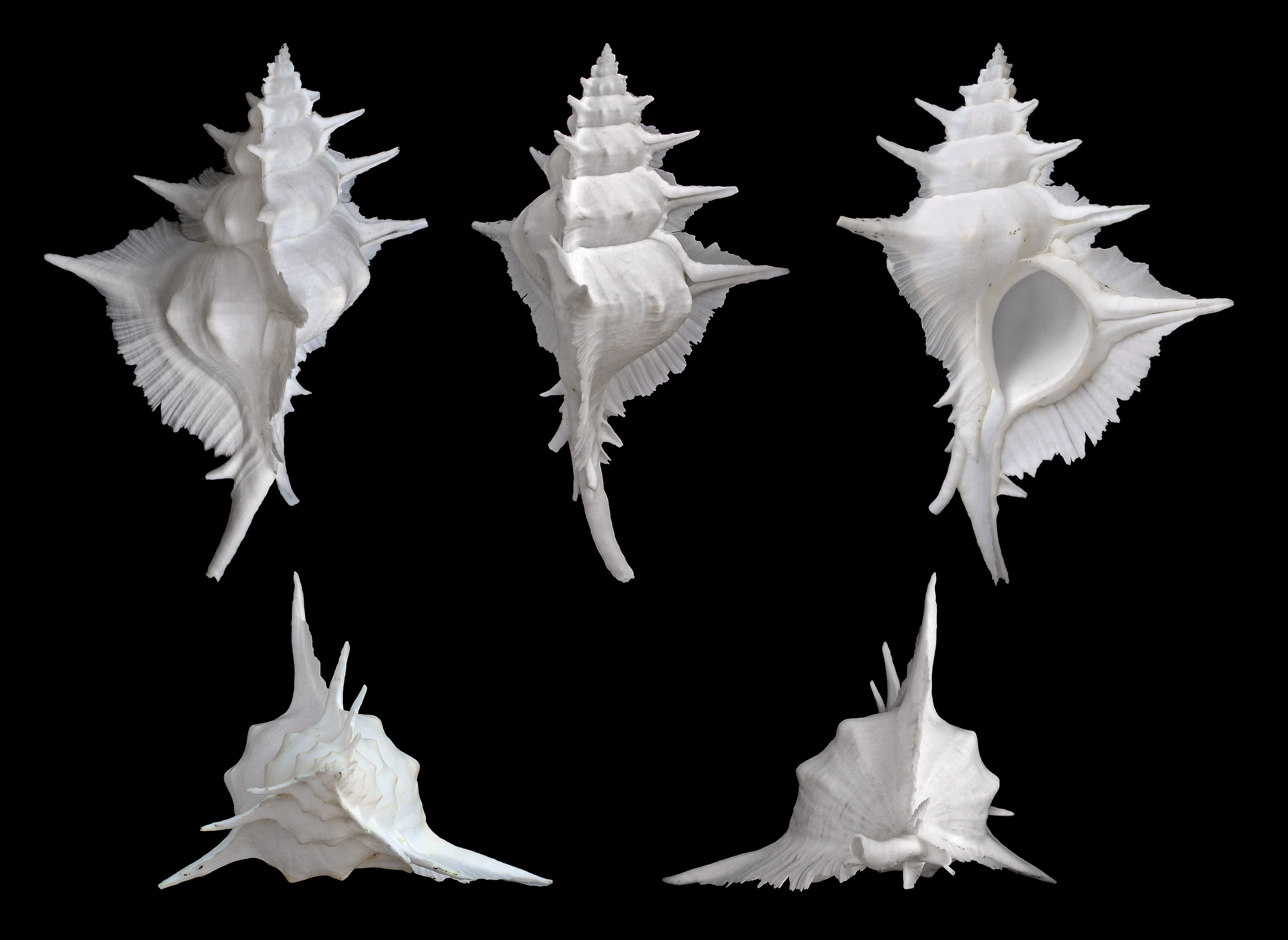
Cinco vistas de Siratus alabaster, espécie que já pertenceu ao gênero Murex,[3] encontrada do Japão até Filipinas.